# Teatros da Suécia

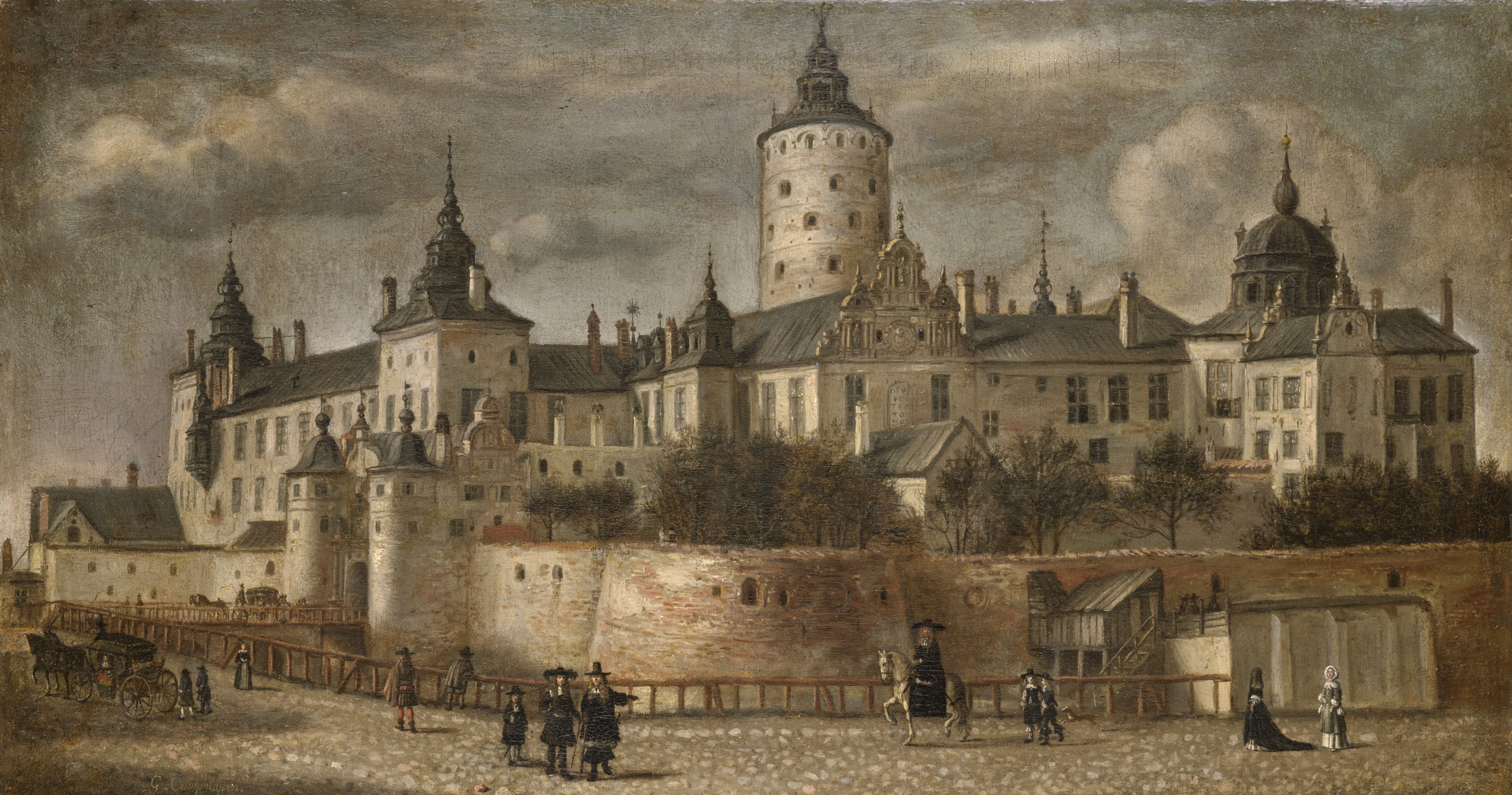
O teatro Lejonkulan em 1661
junto ao Castelo das Três Coroas
Ilustração de Govert Camphuysen

O primeiro teatro da Suécia foi provavelmente a Lejonkulan (em português:  Cova do Leão), localizada junto ao Castelo Real das Três Coroas. 
Inicialmente construído como jaula de dois leões oferecidos à Rainha Cristina, o Lejonkulan foi depois utilizado como sala de teatro em 1667-1689. Diversas companhias de teatro da Holanda, da Alemanha e da França atuaram nesse local, tendo a primeira companhia sueca aparecido em 1686.

## Alguns teatros da Suécia
| Imagem | Teatro                         | Nome sueco                  | Localização |
| ------ | ------------------------------ | --------------------------- | ----------- |
|        | Teatro Municipal de Estocolmo  | Stockholms stadsteater      | Estocolmo   |
|        | Teatro Dramático Real          | Dramaten                    | Estocolmo   |
|        | Ópera de Gotemburgo            | Göteborgsoperan             | Gotemburgo  |
|        | Ópera Real                     | Kungliga Operan             | Estocolmo   |
|        | Teatro musical de Malmö        | Malmö opera och musikteater | Malmö       |
|        | Teatro Municipal de Gotemburgo | Göteborgs stadsteater       | Gotemburgo  |
|        | Teatro Municipal de Uppsala    | Uppsala stadsteater         | Uppsala     |

## Os teatros com mais espectadores
Em setembro de 2008, era este o número registado de espectadores dos teatros da Suécia:	
1. Teatro Municipal de Estocolmo	464239
2. Teatro Nacional Sueco	349623
3. Teatro Dramático Real	267440
4. Ópera de Gotemburgo	231547
5. Ópera Real Sueca	188436
6. Associação dos Amigos de Dalhala	107155
7. Teatro Musical de Malmö	102620
8. Teatro Municipal de Gotemburgo	98860
9. Teatro Regional da Östergötland	82196
10. Teatro Municipal de Uppsala	62816
11. Cirkus Cirkör	61359
12. Teatro Municipal de Helsingborg	45805
13. Teatro Dramático de Malmo	44685
14. Teatro de Norrbotten	43577
15. Teatro Musical da Södermanland 41460
16. Ópera Popular	40691
17. Teatro Popular de Gotemburgo 	38270
18. Teatro Regional de Blekinge-Kronoberg	35494
19. Teatro Municipal de Borås	31152
20. Teatro de Västerbotten	30376
21. Teatro Musical da Småland 28859
22. Teatro da Västmanland	26560